# 義母 (アダルトゲーム)
『義母』（ぎぼ）は、2001年2月9日にGuiltyにより発売されたアダルトゲーム。および、それを原作とする成人向けOVA。

## ストーリー
| ｢僕はなにも知らなかった…。男と女が性交をして、子供が出来るって事も。陰茎を膣に挿入れさせて、性の快感を楽しむ行為も。保健の授業で白いネバネバの話を聞かされでも、何の事だか全く理解出来なかった。…………なのに。家庭訪問があるから学校が早く終わって帰宿した僕は、知らない男の人と裸で抱き合っているお母さんの秘密を見てしまった。 それがSEXという行為だと理解し、精通も経験したのは、1年以上後のことだ。要するに••••お母さんは毎日僕が学校に行っている間に、自分の夫以外の男と浮気をしていたんだ。｣ |
| —八神祐介 |

祐介がまだ幼い頃、両親が離婚した。原因は母の不倫であり、しかも彼はその現場を目撃してしまった。それを境に祐介は、母親という存在を「最も愛しき者」から「憎むべき裏切り者」へと、考えを百八十度変えてしまった。それから時が経ち、高校生となった祐介の前に再婚相手の義母・美沙子と、連れ子のしいながやってくる。それからというもの、祐介は再び内に秘めた母親への憎悪を強めていく。

## 登場人物
※ 声優はゲーム版 / OVA版。
八神祐介（やがみ ゆうすけ）
声 - 坂本永治（OVA版のみ）
本作の主人公。原作では大学生だが、OVA版では高校生に変更されている。
過去のトラウマから女性に対し、屈折した価値観を抱いている。年の割にテクニシャン。
八神美沙子（やがみ みさこ）
声 - 白井綾乃 / 田代智美
本作のメインヒロイン。祐介の義母。前夫と死別した未亡人。旧姓は菊地（きくち）。
貞淑な大和撫子で非常にグラマー。男性経験は少なめ（本人曰く「経験数は3人」）。
OVA版では、母親となった責務から祐介の欲求を甘んじて受け入れてしまい、それが発端となって彼と色欲に溺れていく。
八神しいな（やがみ しいな）
声 - AKIRA / 吉田美江
美沙子の連れ子、祐介の義妹。
篠原未央（しのはら みお）
声 - 北都南 / 園田圭子
祐介の従姉。祐介とはセックスフレンド。初潮を迎えて間もなく、処女を喪失したとのこと。
八神栄造（やがみ えいぞう）
祐介の父親。外資系企業の重役で、美沙子と政略結婚をする。
祐介の母親
祐介の実母。夫のいない隙に間男を連れ込み、不倫現場を息子に見られてしまった。
OVA版では敵役、プロポーション抜群豊満な巨乳の茶髪美女として描かれている。夫栄造が仕事のせいで、完全に性的無視する。そうしてのセックスが上手いの謎の男性と浮気に始めた。それから、浮気の相手に恋人になった。毎日、夫が家いないだ時、間男も何度むセックスにする。浮気をして不倫関係となり栄造と離婚。
謎の間男
声 - 大西正和（OVA版のみ）
祐介の母親と不倫関係になった浮気相手。OVA版では短い髪と眼鏡をかけたちょび髭の中年の紳士。眉目はとても普通だが少し筋肉質でガタイが良い、セックスが上手で経験豊富たけでなく、祐介の母に絶大な性的快楽を与える逞しい陰茎の持ち主。祐介の母との浮気現場を祐介に目撃されている。

## アダルトアニメ
バニラより全2巻が発売された。
- 『前編』（2001年10月5日発売）JVDW-41 JAN 4988159202604[2]
- 『後編』（2002年1月11日発売）JVDW-42 JAN 4988159210029[3]

### あらすじ

#### 前編
初めは暑い夏の日から始まり、蝉の鳴き声の中にある伝統的な日本の住居を示しています。女性がゆっくりとシャツのボタンを外し、眼鏡をかけた男性が観察し、女性がシャツを脱ぎ、男性が静かに観察すると、背中から滑り落ちました。最後に、非常に美しい女性が腕を組んで謎の紳士に裸の体を見せている。それから、祐介がベッドに横たわっていてと不快に汗をかいていと同時に、女性のうめき声の刺激的な音が聞こえる。シーンが変わると、それが祐介の母である、彼女の豊満かで巨大で美しい胸が間近で明らかになり、彼女の右胸は謎の紳士が左胸の乳首を舐めながらギュッと弄り絞ると、祐介の母が興奮してうめき声を上げた。謎の紳士は彼女の膣を指で触れ始めに、祐介の母が不安を感じ始めたのだ。謎の紳士の眼鏡に祐介の母の非常に魅力的な裸体を反射を示す。謎の紳士は彼女はもう処女じゃないとい言えて、もっとリラックスするで前戯楽しんでろうと言った。それが等、謎の紳士が彼女の膣を指で刺激し続けている間、祐介の母は足を曲げて持ち上げてベッドに横たわっています。場面は変わり、祐介の母が謎の紳士と情熱的なセックスをしているのを目撃した別の記憶を持つ眠っている祐介に、彼らには知られていない若い祐介がこっそりのぞき見している。祐介の母は謎の紳士に頼んで早く彼女にイカせて、夫が帰ってくる、謎の紳士は同意したが、祐介はすでに家に着いており、性的絶頂を与えると彼女の息子が姦淫を発見するのではないかと心配している。祐介の母が祐介を外で虫取りにでも行って帰ってこないと謎の紳士を安心させる。祐介が悪夢から激しく喘いで目を覚ましたので、祐介の母のオマンコを弄る謎の紳士に場面が変わる。祐介の母は指で口を押さえながら汗をかきながら、謎の紳士が彼女の顔に近づきキスしようとしていた。次のシーンでは、祐介の母が唾液で濡れた陰茎をしゃぶり、再び変化する様子を示しています。裸の謎の紳士と裸の祐介の母親が、豊満な胸を垂らして謎の紳士の前で 屈み、ベッドの隣で、 彼にフェラチオを与えている。祐介の母が素直に謎の紳士の陰茎を吸ったと、謎の紳士はもう少し刺激的に吸と言った、夫を浮気させないのためにそれなりのテクニックが必要だ。祐介の母はさらにしゃぶり続け、謎の紳士のペニスを舐め始めた。謎の紳士は祐介の母にベッドの上でクンニを始めた。とても子供を産んだ女とは思えないの膣と言った謎の紳士が祐介の母恥ずかしと言わないと頼む。祐介の母がますます興奮するにつれて、謎の紳士が舐め続け、最終的に祐介の母は、舌を出して唾を吐きながらうめき続けながら、左手で彼女の素晴らしい巨大な右胸を手探りしながら、非常に大声で後ろに曲がってうめき声を上げました。最後に、祐介の母はベッドに喘ぎながら横になり、謎の紳士はうめき声を上げながらゆっくりとペニスを祐介の母の膣に挿入し始めました。祐介の母がリラックスと戸惑いの複雑な表情でため息をつくと、謎の紳士のペニスが完全に挿入されている。謎の紳士の陰茎を膣に挿入したまま、久しぶりに男を受け入れる気持ちを謎の紳士に聞かれると、祐介の母は知らないと答えた。謎の紳士の陰茎はユースケの母親の膣の奥深くに突き刺さり始め、祐介の母が彼女の美しい胸をぶら下げて 4 つすべてにかがみ、後に祐介の母親が垂れ下がった後背位で無我夢中な喜びでうめき声を上げたので、祐介の母親の膣の奥深くに突っ込み始めました。祐介の母がベッドに横になり、謎の紳士のペニスが膣に突き刺さる正常位。最後に二人は逆騎乗位でセックスし、謎の紳士は祐介の母の豊満な胸をぎゅっと弄りながら、彼の陰茎を彼女の膣に集中的に突き刺した。 気持ちいいかどうか尋ねた.、祐介の母は、紳士が陰茎を彼女の膣に集中的に突き刺している間、彼女の胸をしっかりと模索している感覚を非常に楽しんでいたので、イエスと答えた、謎の紳士は彼女の膣内に射精し、祐介の母親は非常に大きな声でうめき声を上げながら中出ししました。祐介が幼い頃の記憶をたどる天窓に目をやると、夏の空に変わり、蝉のさえずりが続く八神旧居館が映る。やがて祐介は、部屋の1つの中から性的なうめき声を聞き始め、わずかに開いたふすまの引き戸を止めて中をのぞきました。 それは、祐介の母が不倫の最中に呻く音だった。シーンは彼女のお尻を間近で見せてくれました。もっと激しく突いてと頼む共にの母親は、謎の紳士が左手で持ち上げた左足に靴下とパンティーをぶら下げたまま、陰茎を突っ込んで湿った大きな交尾音を立てて、謎の紳士と後背位で非常に情熱的なセックスをしている。祐介の母の巨大でありながら非常に美しく魅力的な胸が調和して上下に揺れ動く様子を魅力的かつエネルギッシュに見せながら、祐介の母の膣分泌物が性交の勢いから飛び散り、彼女の膣はノンストップで出入りします。二人の不倫の恋人は、一緒にうめき声を上げながら裸で影をつけて示されている。祐介の母は、腰を曲げてペニスを中に突き刺す謎の紳士と歩調を合わせて、豊満な胸を上下にバウンドさせながら、彼女の動きを性交の謎の紳士と完全に一致させました、祐介の母の膣はセックスが最も激しいものになるまでエスカレートし、恋人たちは背中を曲げながら絶対的な喜びで中出しされ、謎の紳士は祐介の母の膣の中で射精し、巨大なエクスタシーで大声でうめき声を上げながら、祐介が静かに脱落するのを見守るように反響した。絶望の悲痛な涙。

### 声の出演
- 八神美沙子 - 田代智美
- 八神しいな - 吉田美江
- 篠原未央 - 園田圭子
- 八神祐介 - 坂本永治
- 謎の間男 - 大西正和（前編のみ登場）
- 祐介の友人 - 山田博之
- 会社員 - 大西正和（後編のみ登場）

### スタッフ
- 原作 - Guilty
- プロデューサー - 枇杷島しゆう太、二木力
- 監督 - 大花松理（前編）、水野宮孔（後編）
- 脚本 - 真壁六郎太
- キャラクターデザイン・作画監督・絵コンテ - 大花松理
- 美術監督 - 泡沫栄治
- 色彩設計・色指定 - 関美恵子
- 撮影監督・特殊効果・演出 - 水野宮孔
- 編集 - 西重成
- 音楽 - Yoshi. 他
- 音響監督 - 吉田知弘
- アニメーション・プロデューサー - 三宅圭（前編）、みぁけ（後編）
- アニメーション制作 - Y．O．U．C.
- 製作 - デジタルワークス